# 연수영
연수영(淵秀英, ?~?)은 고구려 연개소문의 누이동생이다.
현지 전설에는, 그녀가 고-당전쟁에 참여했고, 그녀의 사당도 있었다고 한다. 오고성의 비문에 의하면, 개화12년에 쫓겨나서 행방이 묘연해졌다고 한다. 개화는 보장왕이 썼다는 연호이다. 보장왕이 642년에 즉위했으니, 654년에 축출된 것이다. 다른 전설로는 설인귀가 연수영을 죽였다는 설도 있으나, 이도 확실치 않다. 정사에 등장하지 않아서 논란이 되지만 중국의 야사인 서곽잡록, 비망열기에서 등장하고 랴오둥 반도 남해안의 건안성 청석관과 비사성, 석성과 오고성 등지에서 연수영의 존재를 증명해주는 비석들이 발굴되었으므로 그녀가 실존했음을 확인할 수 있다.
연수영이 도사로 있던 석성 소장루(梳壯樓), 비사성 등지에서 발견된 비문에서는 다음과 같은 내용이 등장한다. (서길수 서경대학교 교수, 전영미 충북대학교 교수 해석)
- "소장루(梳壯樓)는 연개소문(淵蓋蘇文)이 자기 누이 개수영(蓋秀英：淵秀英)을 위해 지은 것이라고 전한다." ‘태왕(太王) 1년(보장왕 재위 1년) 계묘년(癸卯年) 9월 왕이 교서를 내려 연수영을 석성도사(石城道使)로 삼았다'
- 3년 을사(乙巳) 봄 3월, 당(唐) 매괴왕(埋魁王) 이세민(李世民)이 수륙(水陸) 105만 병력으로 요동지역을 침범했다.
- 642년에 석성도사로 부임한 연수영은 당군의 침략에 대비하여 수군의 증강부터 착수했다. 그녀는 5천명의 군사를 수군으로 양성했으며, 70여척의 전함도 건조했다. 그녀는 비단 실권자 연개소문의 누이동생이라는 후광이 아니라 문무에서 탁월한 능력과 비상한 통솔력으로 부하 장졸들의 신망을 받았다.
- 645년에 마침내 당군이 고구려에 쳐들어왔다. 전쟁이 일어나자 연수영은 그 해 6월에 당군의 해상기지인 창려로 진격하여 적선 1백여척을 불태우고, 곧이어 성산의 적군을 쳐서 무찌르니 죽은 당군이 2만에 이르렀다.
- 연수영은 이 전공으로 석성도사에서 수군 군주(軍主) 겸 모달(模達)로 승진했다. 그녀는 계속해서 군사를 거느리고 출전, 대흠도와 광록도 등지에서 각각 적선 50여척을 불사르고 8천여명의 적군을 사살하는 전과를 올렸다. 하지만 아군은 연수영의 빼어난 전략 덕분에 피해가 거의 없었다.
- 잇달아 노백과 가시포에서도 적선 80여척을 격침시키고 5천여명의 당나라 군사를 살상하는 전공을 세워 수군 원수(元帥)로 승진하고, 본진을 광록도 부근 대장산성도로 비정되는 노백성으로 옮겼다.
- 645년 8월 15일에 벌어진 대장산도해전(大長山島海戰)에서 당군은 1천여척의 전함에 10만의 전투병력을 동원하였으나 연수영의 고구려 수군에게 참패를 당하여 총 군세의 절반인 수백척의 전함과 5만여명의 군사를 잃었다.

이러한 점으로 보아 제 1차 고당전쟁에서 연수영이 상당히 중요한 비중을 차지하고 있었음을 알아볼 수 있으며, 당군의 연이은 패배를 짐작할 수 있다.
연수영의 그 후 삶은 정확하지 않다. 야사와 전설에 따르면 연정토에 이어 큰오빠 연개소문과도 불화했다고 하며, 전영미 교수의 설화 연구에 따르면 656년 무렵 자살로 자신의 인생을 끝냈다고도 한다. 이에 앞서 그녀는 딸을 낳았는데, 이 아이가 나중에 발해(渤海) 고제(高帝) 대조영(大祚榮)의 부인이 되었다는 설도 있으며, 아이의 아버지는 양만춘이라고도 한다.

## 가계
- 조부 : 연자유(淵子遊)
- 조모 : 미상
  - 아버지 : 연태조(淵太祚, ?~631년 이전)
  - 어머니 : 소씨(蘇氏)
    - 오빠 : 연개소문(淵蓋蘇文, ?~665)
    - 오빠 : 연정토(淵淨土)

## 연수영이 등장한 작품
- 《연개소문》(KBS, 2006년~2007년, 배우:황인영, 방준서)